# Charles-Jean-Roger Noiret
Charles-Jean-Roger Noiret, francoski general, * 10. avgust 1895, Prosnes, Francija, † 8. avgust 1976, Remilly-les-Pothées, Francija.